# Miyagawa Asato
Miyagawa Asato (sinh ngày 24 tháng 2 năm 1998) là một cầu thủ bóng đá nữ người Nhật Bản.

## Đội tuyển bóng đá nữ quốc gia Nhật Bản
Miyagawa Asato thi đấu cho đội tuyển bóng đá nữ quốc gia Nhật Bản.

## Thống kê sự nghiệp
| Nhật Bản  | Nhật Bản | Nhật Bản |
| Năm       | Trận     | Bàn      |
| --------- | -------- | -------- |
| 2019      | 9        | 0        |
| Tổng cộng | 9        | 0        |